# Teplice nad Metují
Teplice nad Metují (niem. Weckelsdorf) – miasto w Czechach, w kraju hradeckim w Sudetach. Według danych z 31 grudnia 2017 powierzchnia miasta wynosiła 5604 ha, a liczba jego mieszkańców 1668 osób.
Znajduje się tu stacja kolejowa oraz jedno z wejść do skalnego miasta.
W czerwcu 1945 w Teplicach Czesi zamordowali 23 Niemców – wydarzenie to upamiętnia pomnik z 2002, autorstwa rzeźbiarza Petra Honzátki.

## Zabytki
- Kościół św. Wawrzyńca w Teplicach nad Metují
- Zamek Dolny w Teplicach nad Metují
- Zamek Górny w Teplicach nad Metují

## Demografia
| Rok             | 1970  | 1980  | 1991  | 2001  | 2003  |
| --------------- | ----- | ----- | ----- | ----- | ----- |
| Liczba ludności | 2 379 | 2 136 | 1 906 | 1 840 | 1 805 |

Źródło: Czeski Urząd Statystyczny

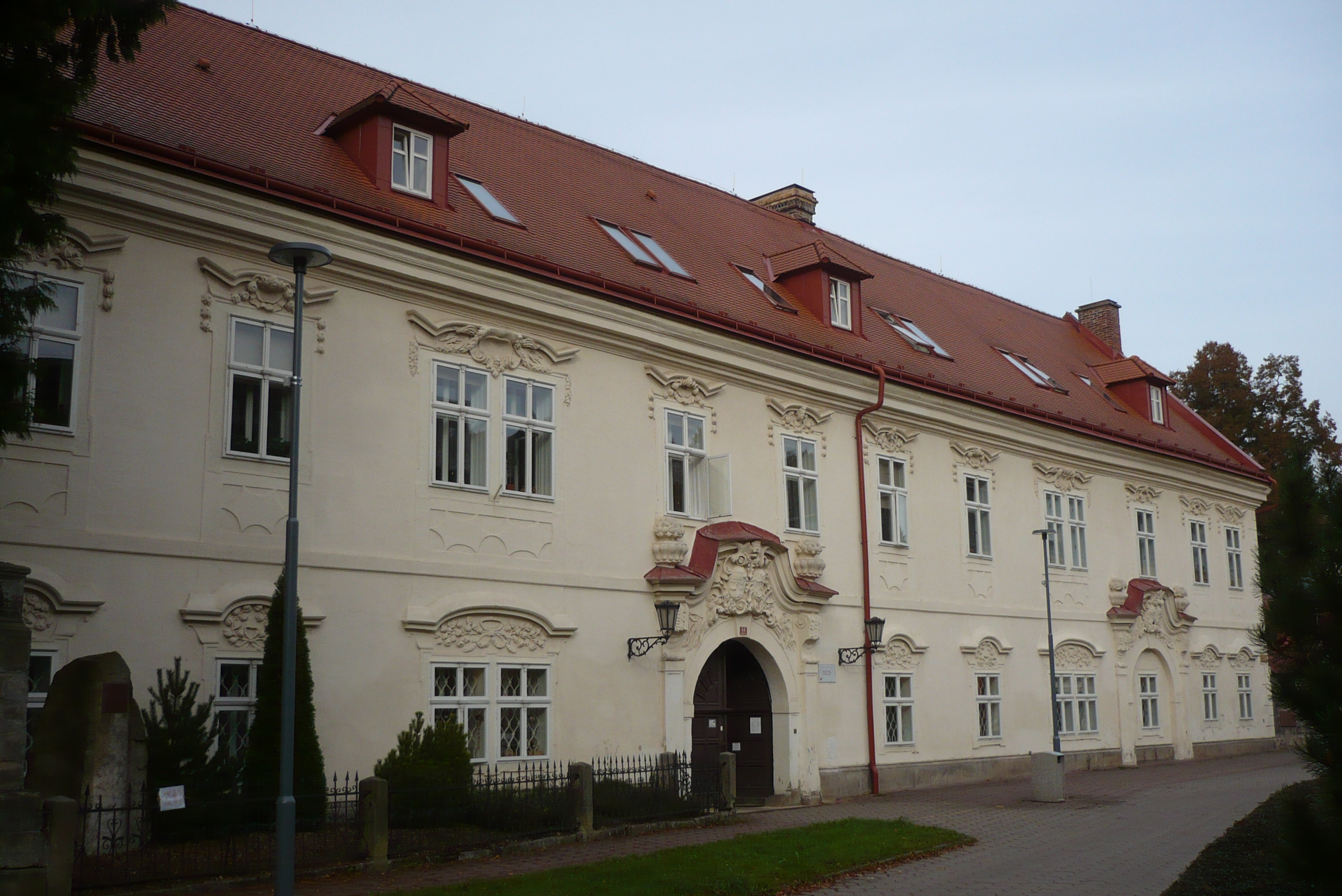
Zamek Dolny
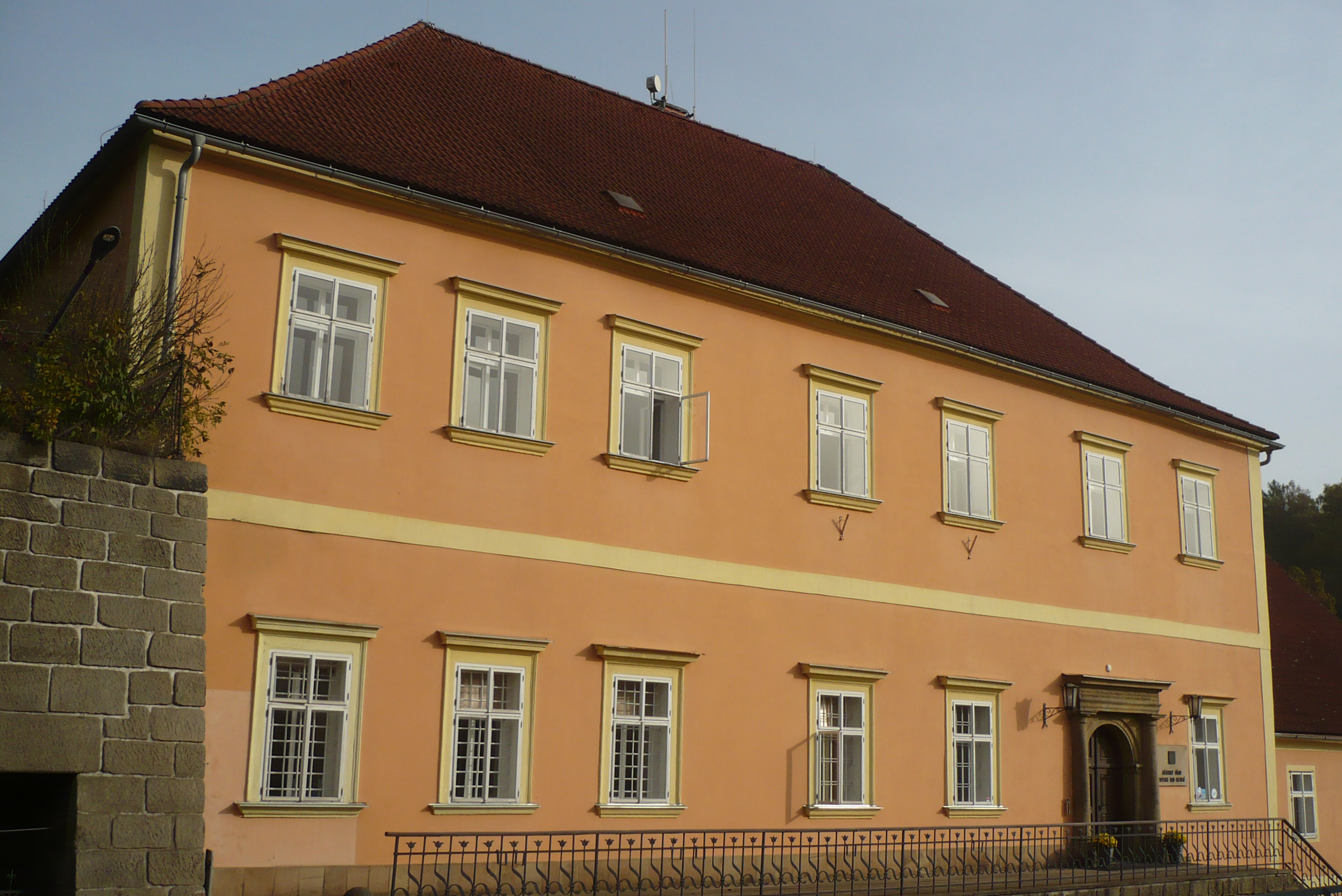
Zamek Górny
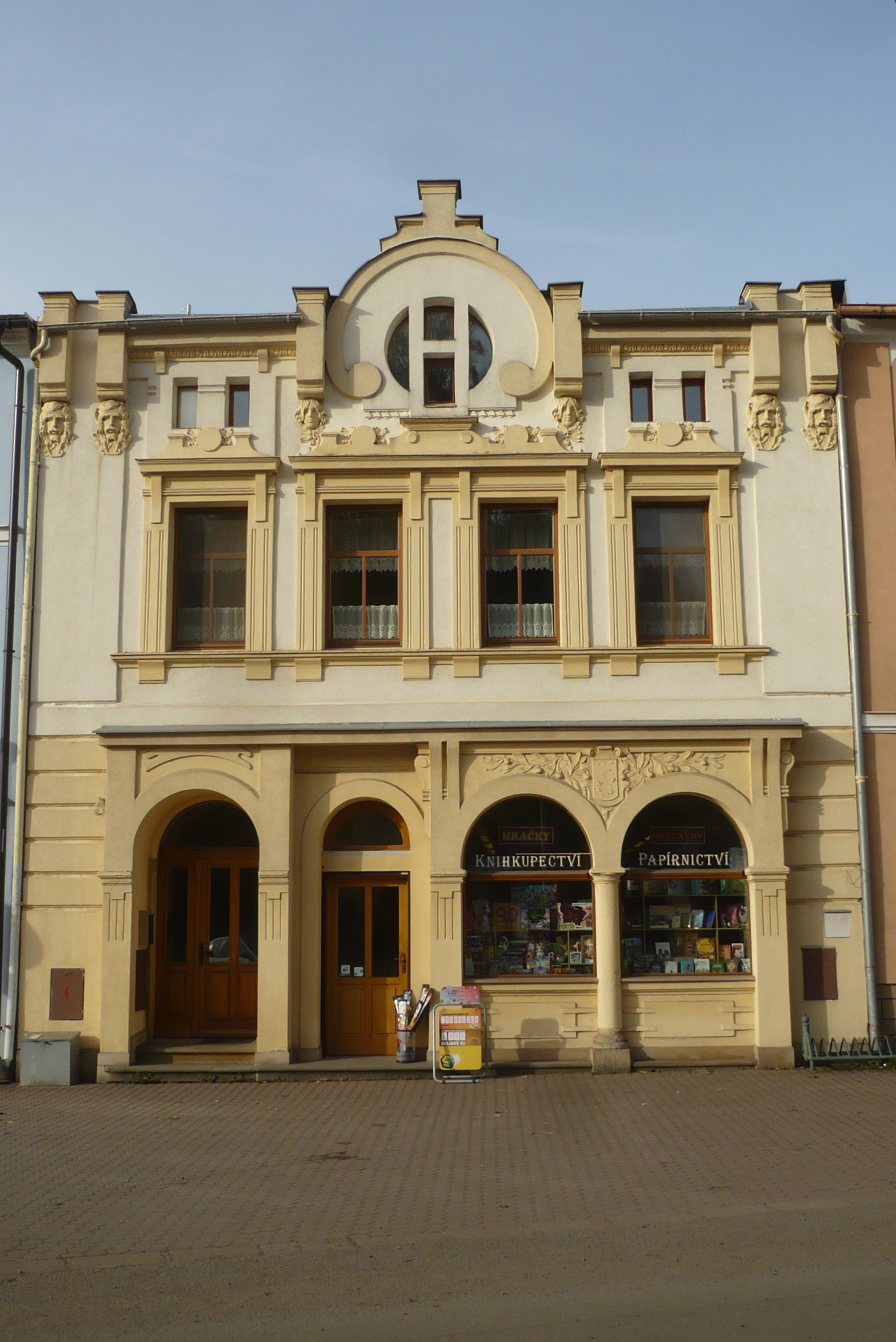
Kamienica
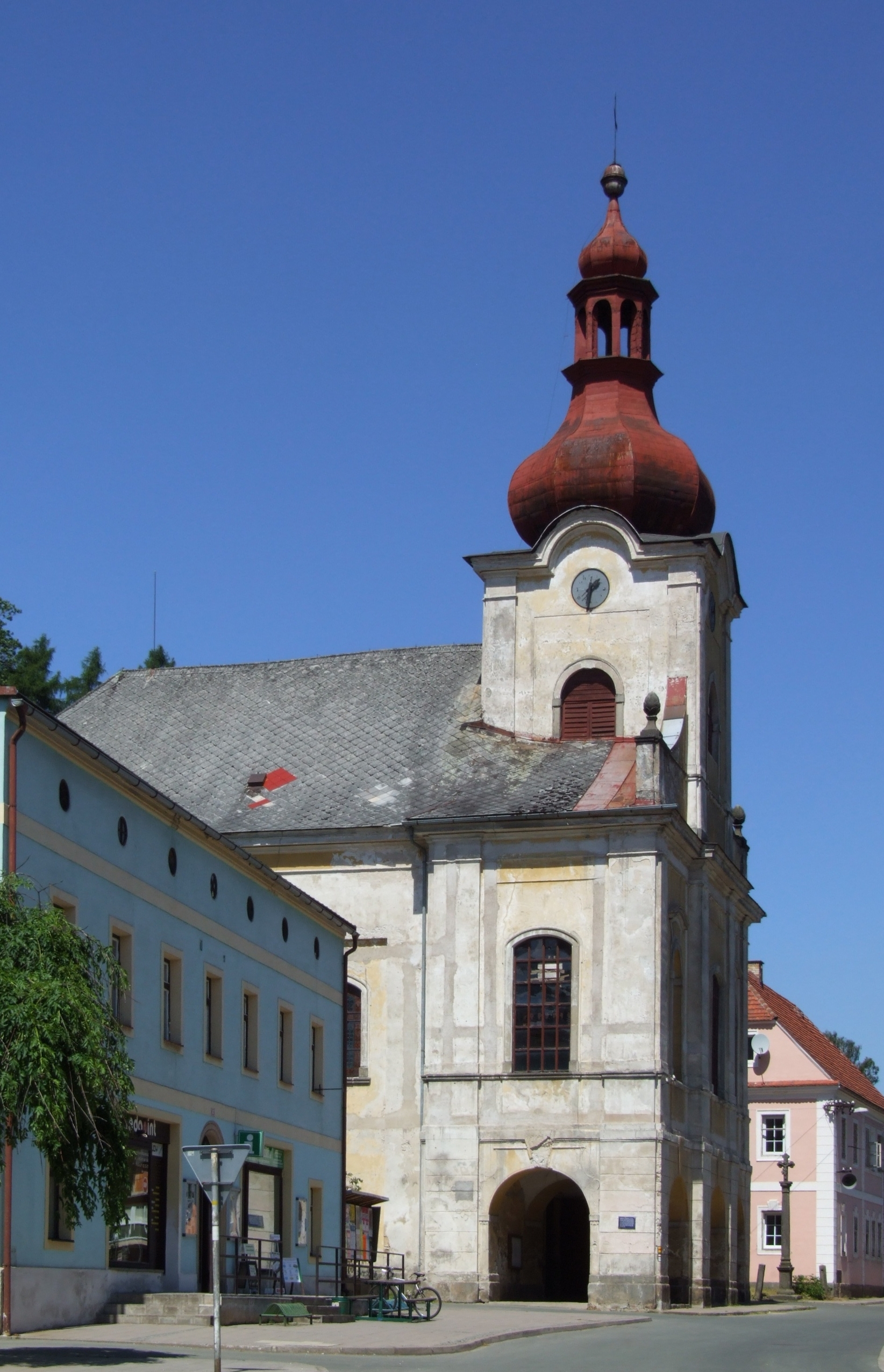
Kościół św. Wawrzyńca
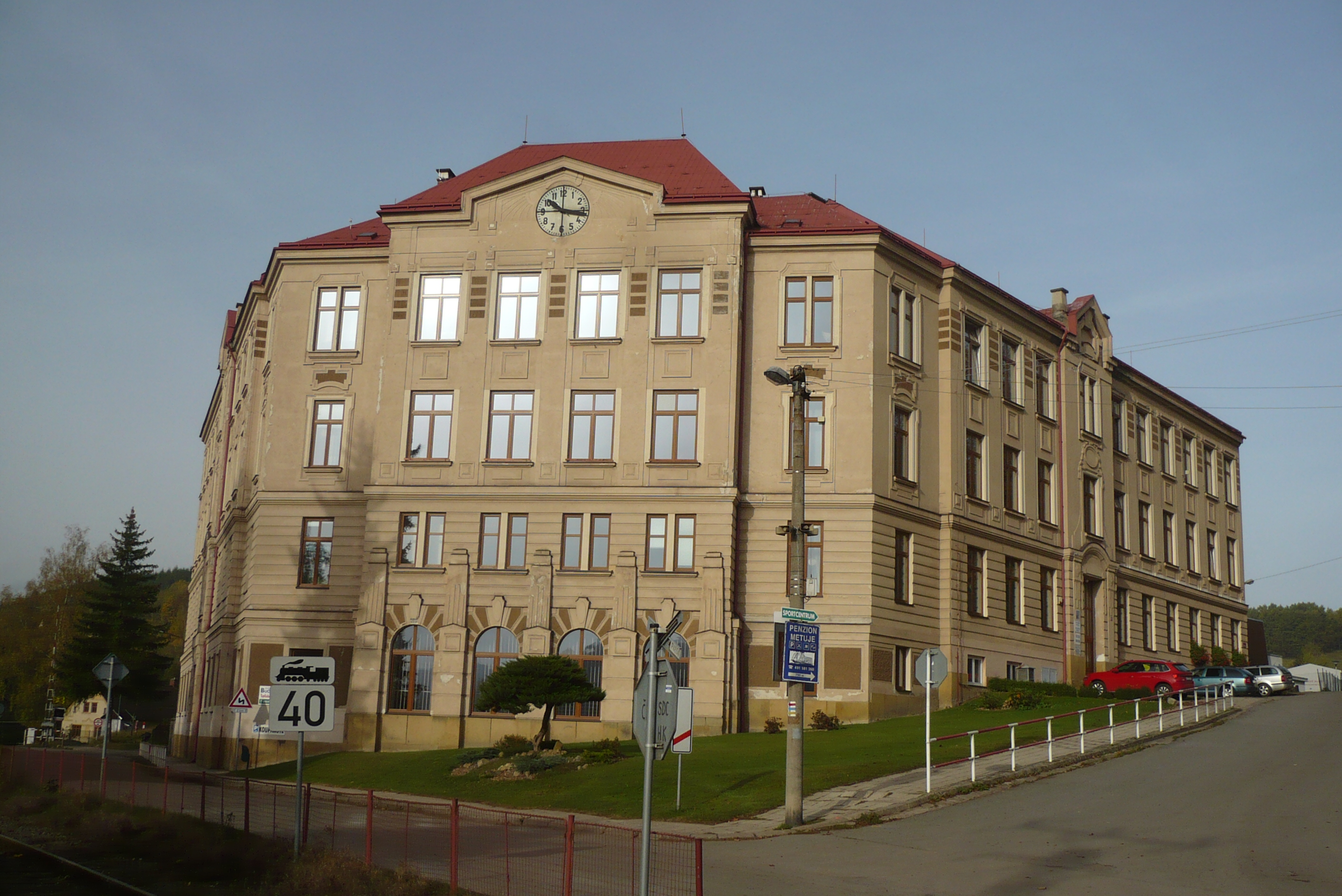

## Współpraca zagraniczna
Miasta partnerskie:
- Jaworzyna Śląska[4]